# Szilveszter (keresztnév)
A Szilveszter latin eredetű férfinév, jelentése: erdei, erdőben élő férfi.  Női párja: Szilvesztra.

## Gyakorisága
Az 1990-es években ritka név, a 2000-es években (2004-ig) a 80–100. leggyakoribb férfinév, azóta nem szerepel az első százban.
Gyakoribb idegen nyelvű változatai: angolul Sylvester, franciául, spanyolul Silvestre, olaszul Silvestro, lengyelül Sylwester.

## Névnapok
- november 26.[2]
- december 31.[2]

## Híres Szilveszterek
- Csollány Szilveszter olimpiai bajnok tornász
- Galambos Szilveszter humorista
- Harangozó Szilveszter rendőrtábornok, a III/3. osztály vezetője
- Lévay Szilveszter vajdasági származású amerikai zeneszerző
- Liszkai Szilveszter kézilabdázó, kapus
- Matuska Szilveszter kereskedő, a biatorbágyi merénylet elkövetője
- Ókovács Szilveszter operaénekes, televíziós műsorvezető
- Ördögh Szilveszter magyar író
- Póczik Szilveszter történész, kriminológus, nyelvész
- Sárkány Szilveszter (Dési Ábel) vajdasági magyar költő, prózaíró, kritikus, publicista
- Somogyi Szilveszter politikus, 1915–34 között Szeged polgármestere
- Somogyi Szilveszter baleseti sebészfőorvos, Batthyány-Strattmann-díjas
- Sylvester Stallone amerikai filmszínész
- Sylvester (Sylvester James) amerikai soul-énekes, diszkósztár
- Szabó P. Szilveszter Jászai Mari-díjas színművész
- Vizi E. Szilveszter orvos, farmakológus, 2002–2008 között az MTA elnöke

### Pápák
- I. Szilveszter pápa
- II. Szilveszter pápa
- III. Szilveszter pápa
- IV. Szilveszter (ellenpápa)

## Egyéb Szilveszterek
- Petőfi Sándor: Az Apostol c.elbeszélő költeményének főszereplője.